# Flyfofa Airways
Flyfofa Airways ist eine 2013 gegründete südafrikanische Charter-Fluggesellschaft mit Sitz in Pretoria und Basis auf dem Wonderboom Airport. Zudem betreibt Flyfofa eine Flugschule und führt medizinische Rettungsflüge durch.

## Flugziele
Mit Stand Juni 2017 bedient Flyfofa Airways Ziele in Südafrika. Im Juni 2017 gab die Gesellschaft bekannt, dass sie fünf wöchentliche Verbindungen im Linienflugverkehr zwischen dem Flughafen O. R. Tambo bei Johannesburg und dem Flughafen Maseru in Lesotho aufnehmen will.